# Juab megye
Juab megye az Amerikai Egyesült Államokban, azon belül Utah államban található. Megyeszékhelye és legnagyobb városa Nephi. Lakosainak száma 11 786 fő (2020. április 1.). Juab megye Tooele, Utah, Millard, Sanpete és White Pine megyékkel határos.

## Népesség
A megye népességének változása:
| Lakosok száma | 10 261 | 10 342 | 10 342 | 10 348 | 10 594 | 11 786 |
|               | 2010   | 2011   | 2012   | 2013   | 2015   | 2020   |